# Khitrovka
Khitrovka (en rus: Хитровка) és un poble de l'óblast de Kursk, a Rússia, segons el cens del 2010 tenia 13 habitants.